# Црква Свете Тројице (Пукет)
Црква Свете Тројице (тај. โบสถพระตรเอกภาพ) један је од осам храмова тајландске епархије Руске православне цркве, 18. децембра 2011. године на острву Пукет, у акваторији Андаманског мора (делу Индијског океана). Административно припада округу Тамбон у провинцији Пукет на Тајланду. По габариту највећа је православна црква на Тајланду. У склопу порте храма подигнута је зграда Православне богословске школе.

## Порекло назива цркве
Црква је названа по Светој Тројици (грч. Τριάδα, лат. Trinitas) хришћанској верској догми утврђеној на црквеним саборима из 4. века, по којој је један Бог у трима личностима (грч. ипостас): Оца, Сина и Светог духа. Иако се сама реч тројство не налази у Библији, веровање у тројицу (тринитаризам, тројичност), одлика је већине хришћанских цркава и сматра се „централном догмом хришћанске теологије”. Православна црква тврди да је догма о Светој Тројици део вере коју је примила усменим путем од Исуса Христа преко апостола, и да је као таква одувек била део вере Цркве.

## Положај и статус
Црква Свете Тројице се налази на острву Пукет (тај. ภูเก็ต, изговор [pʰūː.kèt]), раније познатом и као Таланг (тај. ถลาง), највећем  тајландском острву и  једној од 14 провинција Јужног ТајландаСмештен је уз западну обалу Тајланда у акваторији Андаманског мора (део Индијског океана), а са два моста на северном крају острва комуницира са копном.  На острву живи око 600.000 становника, који су у етничком смислу  веома хетерогени и чине је бројне етничке скупине. Најбројнији су Тајланђани и Кинези, а следе Малајци, Бурманци, Лао, Кмери, европљани и Американци. главни и највећи град је Пукет Сити.
Како се острво  налази на важном поморском путу којим су саобраћали трговачки бродови из Кине и Индије, а често се помињало и у старим европским поморским мапама као важна трговачка лука. Захваљујући трговини, али и великом богатству у калају и каучуку Пукет је од најранијих времена био једна од најбогатијих лука Азије. Основна привредна делатност данас је туризам, а Пукет се сматра најважнијом туристичком престоницом Тајланда.
Црква Свете Тројице која је  део Фондације Православна хришћанска црква на Тајланду, као и остале цркве на Тајланду под црквеном је јурисдикцијом православног патријарха московског и целе Русије, као гаранта чистоте православне хришћанске вере.

## Историја
Православље на Тајланду  је хришћанска деноминација која је се јавила у овој земљи у 20. веку. Православље као веру прихватило је око 0,002% становништва земље (хиљаду људи 2010. године), не рачунајући православне вернике који долазе у ову земљу на одмор или службено у њој бораве. Православље у Тајланду пропагира Епархија тајландска, која је под јурисдикцијом Московске патријаршије и која организационо обједињује већину православних хришћана у овој држави.
Историја руског православља на Тајланду има традицију дугу више од 20 година. Прва парохија Московске Патријаршије – Свети Никола – појавила се у Бангкоку 1999. године. До данас у краљевству постоји 9 руских цркава - две у Патаји, по једна у Бангкоку, на острвима Пукет и Кох Самуи, као и у провинцији Рачабури, где је први и једини манастир Руске православне цркве послује у земљи и храмови у летовалишту Хуа Хин и на острву Чанг.

### Први контакти са православљем
Године 1863. године дошло је до првих контаката између Руса и Сијамаца - морнара два руска брода која су посетили главни град Сијама, Бангкок. У наредним деценијама сијамско тло посећивали су морнари, путници и дипломате из Русије, представници краљевске куће Романових и вође будистичке сангхе источног Сибира.
О прелазу из 19. у 20. век, може се говорити као о периоду у коме је дошло до контактима двеју земаља у области проучавању међусобних културних феномена.
Тадашња Русија је била једна од најјачих сила на свету, а православље је била државна религија у земљи, али Руска православна црква никада себи није дозволила бесцеремонијално, насилно мешање у политички, културни и верски живот Тајланда (Сијама). То је због чињенице да је Русија првобитно формирана као евроазијска мултинационална држава, била програмирана самом стварношћу да признаје и поштује друге културне и верске традиције.
Посебну улогу у развоју руско-сијамских односа одиграла је посета Сијаму наследника - цесаревича Николаја Александровича, будућег цара Николаја II који је у периоду од 1890.до 1891. путовао по земљама Истока. и 19-24. марта 1891. на позив краља Чулалонгкорна (Рама В), посетио Бангкок. Следио је и њихов нови сусрет у Санкт Петербургу 1897. године.
Истовремено, у Санкт Петербургу је постигнут договор о успостављању дипломатских односа између две земље. Током посете, неколико десетина Сијамаца упознало се са историјским и културним знаменитостима Санкт Петербурга и Москве, први пут сазнало о Православљу. Сам краљ Чулалонгкорн, принц-наследник Вачиравуд, други принчеви, министри, чланови краљеве пратње, између осталог, посетили су Саборну цркву Христа Спаситеља, храмове Московског Кремља, гробницу породице Романов у Новоспаски манастир.
У првој половини 20. века, током  „хладног рата“ између две светске суперсиле – СССР-а и САД, Тајланд је дефинитивно био на страни ове друге силе. Рефлексно, после пада комунистичког режима и распада СССР-а, деценијама пропагиран опрез многих земаља пренео се и на нову Русију. Требало је много времена и труда да Тајланђани схвате суштину онога што се догодило у Русији и нову реалност.
Каако православље никада раније није било заступљено на Тајланду (Сијаму)  стога је стварање нове православне заједнице  и појава страног духовника наишла на различите реакције. Власти су прво одбиле државно признање Руске православне цркве на Тајланду као нове верске конфесије.
Након што је новоформирана парохија Светог Николе Руске православне цркве (МП) у Бангкоку поставила малу цркву у помоћној просторији и почела да обавља статутарне службе, поред верника који говоре руски, храм су почели активно да посећују и православни Румуни, који такође нису били задовољни служењем богослужења у католичкој цркви . Од посебног значаја је био долазак у цркву Светог Николе господина Константина Сурескуа, који је у то време био отправник послова Румуније на Тајланду, и његове супруге Корнелије Суреску, дубоко православних и црквених људи. За њима, остали верни Румуни су кренули у Никољданску парохију.
Постепено и тешком муком превазиђена је опрезност тајландских власти према Руској православној цркви, након добрих контакта између Представништва Руске православне цркве и Краљевског дома Тајланда. Касније, захваљујући већем разумевању са тајландским властима, а на основу права приватне својине, постало је могуће изградити прве православе цркве, на Тајланду.
Почетком 2008. године Тајландске власти, имајући у виду вишегодишњу делатност православне заједнице на Тајланду, препознале су је као корисну, у складу са интересима Краљевине, за јачање верских и моралних основа друштва.

### Оснивање парохије
Када је од 1990-их, Тајланд је постао популарна туристичка дестинација за грађане земаља бившег СССР-а, острво Пукет постало је друга најпопуларнија туристичка рута на Тајланду (на првом месту је била Патаја ).  Према речима игумана Олега (Черепанина) , који је први обавио православно богослужење на Пукету:
Врхунац туристичке сезоне на Тајланду пада на православни Божић. Викенд у Русији. Многи хрле у топлије крајеве за новогодишње и божићне празнике. Наравно, Божић је посебан дан за руског православца. Туристи нападају хотелску управу са захтевом да организују православну службу, макар молебан, они пак нападају нас.
Извесно време Руска православна црква, није била у могућности да на Пукету званично региструје парохија, због тога што на Тајланду по тадашњим законским прописима нико од странаца није имао право на приватну својину а постојала су и друга ограничења. То је постало могуће након 20. јуна 2008. године, кда су тајландске власти регистровале православну заједницу на Тајланду као правно лице у формату јавног фонда под називом  Православна хришћанска црква на Тајланду (тај.  มลนธ ชาว ชน ดงน เทศ ใน ประเทศ ไทยใ ). Само четири дана од регистрације, на првом састанку одбора Фондације Православне Цркве на Тајланду, Данијел (Данаи) Ванна је изабран за њеног председавајућег.
Након што је на  Пукету  18. јула 2008. године одржан сусрет више од 30 православних верника који живе у истоименој провинцији, одлучено је да се на Пукету организује православна парохија у име Свете Животворне Тројице  у саставу  Православне Цркве Тајланда под јурисдикцијом Московске Патријаршије. Том прилоком изабрани су управни органи парохије и усвојена Повеља,  која је послата на одобрење председнику Одељења за спољне црквене везе Московске патријаршије, митрополиту смоленском и калињинградском Кирилу (Гундјајеву).
Дана 24. августа исте године, представници администрације провинције Пукет посетили су Седиште Фондације Православне Цркве на Тајланду како би се упознали са Православљем и друштвеним активностима Фондације Православне Цркве на Тајланду и са њеном одлуком о изградњи православне цркве на Пукету посвећене Светој Животворној Тројици.
Потом је у Представништву Руске православне цркве у Краљевини Тајланд 26. августа одржан је састанак руководства Фондације Православне Цркве на Тајланду, представника Руске амбасаде на Тајланду и других заинтересованих страна у вези са оснивањем Руског културног центра и школа при храму Свете Животворне Тројице на Пукету. На састанку је одлучено да се наставе консултације на вишем нивоу како би се разговарало о могућем финансирању изградње овог пројекта.
Захваљујући донацијама локалних православних верника, Фондација православне цркве на Тајланду је прибавила комад земље од око 4.200 квадратних метара (2 раја ) у плантажи каучука.  Будући да је издавање налога за ову врсту градње, између осталог, захтевало  детаљноусаглашавање пројекта са локалним властима,  7. октобра 2008. године ђакон Данијел Ванна је заједно са представником гувернера Пукета, непосредно припремао резолуцију гувернера по овом питању, након што је он лично отишао да  прегледа земљиште за изградњу цркве.
Острво Пукет је 10. новембра 2008. године било домаћин званичног састанка председника Фондације Православне цркве на Тајланду, ђакона Данијела Ванне и руководства провинције Пукет, на коме је ђакону Данијелу Ванни уручена писмена потврда од Покрајинска управа о званичној дозволи за изградњу православне цркве на острву и коришћење земљишта православне цркве на Тајланду у верске сврхе. Како се наводи у документу...
специјална комисија се „упознала са плановима активности Православне цркве на Тајланду, испитала земљиште намењено за изградњу храма на њему, интервјуисала становнике оближњих кућа за сагласност за изградњу православне цркве поред њих и нису наишли на препреке таквој градњи.
У документу се посебно истиче одсуство не само православних, већ и хришћанских цркава у близини. Нако што је Даниел Ванна одржао радни састанак у одељењима за земљиште и грађевинарство администрације Пукета, 12. децембра 2008. године,  издата је Потврда о власништву над купљеним земљиштем, која је уручена  Фондацији Православне Цркве на Тајланду и земљишном одељењу округа Таланг.

### Грађевински радови
Pредставник Руске православне цркве у Тајланду игумен Олег (Черепанин) посетио је 20. децембра 2008. године, Пукет, да би се састао са парохијанима и примио од власти потврду о власништву над земљиштем и дозволу за изградњу храма. Том приликом, након  детаљна расправа о потреби отпочињања грађевинских радова и организовању литургијског живота парохије договорено је да у јануару 2009. године парохијски савет изврши испитивање земљишта, изради пројекат за полагање комуникација и почне са насипањем земљишта на локацији будућег храма како би се заштити од поплава током сезонских тропских киша.
Како би се што пре почело са  богослужењима на Пукету, одлучено је да се размотри могућност изградње привремене дрвене цркве, паралелно са почетком изградње сталне цткве.
Дана 22. јануара 2009. године, у вези са почетком припремних радова и низом питања која су се појавила у вези са овим, ђакон Даниел Ванна, председник одбора Фондације Православне Цркве у Тајланду, посетио је градилиште и  упознао се са ситуацијом. До тада је градилиште било потпуно изравњано, ископан је бунар за воду и насуто је земљиште. Како је због скупоће ове врсте радова, на више од 4.000 квадратних метара површине, сређено само 100 квадрата, Одбор Фондације је затражио од представника Руске православне цркве на Тајланду, игумена Олега, да се обрати парохијском савету парохије Свете Тројице Пукета и православној пастви на Тајланду са захтевом за повећање донација за ову намену.
Као одговор на захтев парохијског савета, игуман Олег (Черепанин) се 26. јануара 2009. године обратио православној пастви Тајланда са захтевом за материјалну подршку за грађевинске радове, речима:
Хитно су потребна средства да се заврши обим земљишних радова на месту где ће се градити храм у име Свете Животворне Тројице на Пукету. Они од вас који сте се икада бавили грађевинарством знају колико је важна почетна фаза радова. Ово посебно важи за Тајланд због сезоне обилних тропских киша. Како би се избегло плављење подручја на коме се налази храм, одлучено је да се ниво тла подигне за више од 1 м. За површину већу од 4.200 кв. м је огроман посао. Недостатак средстава тренутно износи 1.250.000 тајландских бата. Проблем је отежан чињеницом да се ови радови не могу одлагати. Упркос финансијској кризи, упркос материјалним потешкоћама које су многи од вас искусили.
Када су 4. марта 2009. године завршени  припремни радови на насипању више од 1 m песка и постављене  комуникације, окончана је прва етапа изградње храма.
На проширеном састанку Комитета православне цркве на Тајланду, одржаном   23. маја 2009. године, разговарано је о томе на коју од две цркве у изградњи (у Патаји или Пукету) да усмери главна средства из Фонда православне цркве. православне цркве на Тајланду, пошто није било довољно средстава за истовремено потпуно финансирање оба грађевинска пројекта истовремено. Одлучено је да се приоритет да изградњи храма у Патаји, и да се на службени пут у Пукет на период од месец дана пошаље председник Комитета Фондације Православне Цркве на Тајланду, ђакон Данијел Ванна,  овога пута са литургијских дужности у Цркви Светог Николе у Бангкоку, са упутством да организује и води радове на постављању бетонске оплате по целом ободу црквеног места ради спречавања ерозије насутог земљишта током сезоне тропских киша. За ове намене издвојено је до 200.000 тајландских бата.
Ђакон Данило је, стигавши на то место са супругом Еленом, за кратко време успео да организује парохијане који говоре руски, као и локално становништво и за неколико недеља уреди бетонску оплату око црквеног плаца, чиме је спречио испирање изливеног земљишта, које је почело као резултат обилних тропских киша. Према ђаконовој супрузи Елени, ево како се одвијао тај процес:
Стигли смо усред јаких киша. Први пут су изнајмили собу у суседном селу, набавили неопходан грађевински материјал, ангажовали раднике и почели градњу. Док су радници почели да праве оплату по киши, ми смо направили привремену колибу од шкриљаца како бисмо спавали на лицу места и не остављали грађевински материјал без надзора. Чим смо завршили изградњу наше колибе, киша је престала и настала је страшна врућина. Градња је трајала од јутра до вечери, морао сам да научим и да постављам цигле и да учествујем у другим радовима. А ноћу су се сви разишли, а ми смо остали сами у мрклом мраку – уосталом, струја на овом месту још није спроведена, земљиште је заправо у шуми. Било је, наравно, страшно.
Локални парохијани су се активно одазвали ентузијазму ђакона Данијела и за неколико дана прикупили донације у износу од 140.000 тајландских бата, што је омогућило ђакону Данилу да ангажује радни тим за помоћ. Радници Таитса, видевши да је Данило често био приморан да преноћи на градилишту под ведрим небом, у слободно време локални парохијани су бесплатно радечи по неколико дана изградили привремени смештај. Радови су се одвијали у тешким условима, пошто Црква није била у могућности да плати 1.000.000 бата које је тражила грађевинска компанија.
На крсну славу Тројичне парохије, 7. јуна 2009. године, ђакон Данило одслужио је богослужење у светском реду.
Изградња оплате окончана је 28. јуна 2009. године, и тим поводом је игуман Олег (Черепанин), у име православне пастве у Тајланду, одао захвалност ђакону Данилу (Данају) Ванни и његовој супрузи Јелени за њихову несебично залагање током којих је потрошено само 200.000 бата уместо планираних 1.000.000 бата, колико је грађевинска компанија захтевала.
Дана 1. августа 2009.  године јереј Данијел Ванна у склопу свог  пастирско путовање на Пукет као свештеник, крстио је три особе, а такође је обавио и друге неопходне службене послове на захтев локалних парохијана.
Дана 20. септембра 2009. године постављен је камен темељац храма чије су пројектне димензије биле више од 20 m у ширину и дужину, и 21 m у висину.
Игумен Олег (Черепанин) посетио је 14. октобра 2009. године Тројичку парохију, где се упознао са напретком грађевинских радова, одржао састанак са парохијским саветом локалне православне заједнице, а такође се састао са бројним парохијанима. Констатовано је да је кашњење у уговорним условима узроковано објективним разлозима - свакодневним тропским кишама. Поред тога, игуман Олег је водио разговоре са администрацијом провинције Пукет, где су размотрена административна и организациона питања прославе 10. годишњице Православља на Тајланду на острву Пукет. Потврђен је датум прославе на Пукету - 21. децембар 2009. године.
Одбор Фондације православне цркве на Тајланду је 1. новембра 2009. године на свом редовном састанку отписао раније додељени кредит од 2.000.000 бахта, због чињенице да је Тројица највећа православна црква планирана за изградњу на Тајланду и с обзиром на тешку економску ситуацију парохије. Одбијање додатних средстава са рачуна Фондације за изградњу храма на Пукету је обустављено.
Дана 21. децембра 2009. године, председник Одељења за спољне црквене односе Московске Патријаршије, архиепископ волоколамски Иларион (Алфејев) , који је боравио у Тајланду на челу званичне делегације Руске православне цркве у вези са прославом  10. годишњице Православља на Тајланду, извршио обред полагања камена темељца за цркву Свете Тројице на Пукету, у присуству:
- представника Руске православне цркве у Тајланду, архимандрита Олег (Черепанин),
- настојатељ цркве у име Светих апостола Петра и Павла у Хонг Конгу,
- протојереја Дионисије Поздњајева, клирик храма Свете Прослави
- вицегувернер провинције Пукет Смита Палаватвича,
- градоначелник града Пукета Суратин Леаунудома и
- представника регионалних и општинских власти Пукета.

До цркве у изградњи у складу са уговором између Фондације Православне Цркве на Тајланду и Управе за електричну енергију Пукета, 27. фебруара 2010. године пуштен је далековод дужине око 1,5 км.
Комитет Фондације Православне Цркве на Тајланду, разматрајући апел парохијског савета цркве Тројице Пукет о спремности за наставак грађевинских радова на подизању зидова храма од цигле, 25. марта 2010. године,  проценио је на 1.200.000 тајландских бата, суму која је потребна за настављање радова 16. априла 2010. године, одлучио је да подржи петицију Парохијског савета цркве Свете Тројице у Пукету и наложи председнику Комитета Фондације Православне цркве на Тајланду свештенику Данијелу Ванну да потпише одговарајући уговор за наредну фазу грађевинских радова.
На редовном састанку Комитета Фондације Православне Цркве на Тајланду,  26. маја 2010. године, председник Одбора Фондације, свештеник Даниел (Данаи) Ванна, известио је о изузетно ниским донацијама парохијана за цркву, у тренутку када се завршава изградња носећих конструкција зидова.
Редовни састанак Комитета Фондације Православне Цркве на Тајланду одржан  14. јула 2010. године,  био је посвећен прегледу изградње Тројице цркве на Пукету. Том приликом  је констатовано да, упркос финансијској кризи, радови на изградњи храма у част Свете Животворне Тројице нису обустављени. До тада је завршено више од 50% општих грађевинских радова. Грађевинском предузећу је наложено да отклони техничке недостатке у раду које је раније идентификовала група парохијана. Одлучено је да се наредна фаза изградње Тројице финансира из средстава Православне цркве на Тајланду у износу од 1.000.000 тајландских бата, а такође да се скрене пажња православним верницима који живе на Пукету на потребу активнијег учешће у прикупљању средстава за изградњу  цркве.
Дана  19. октобра 2010. године  Комитет  Фондације Православне Цркве на Тајланду изјавио да је изградња храма каснила више од месец дана, због ненормалних временских услова – непрестаних тропских киша и јаких ветрова, у вези са чиме је 27. октобра архимандрит Олег (Черепанин), у пратњи свог помоћника Владимира Бунтилова, обишао градилиште, извршио нека мања прилагођавања почетног пројекта и задужио Владимира Бунтилова да припреми скицу унутрашњости храма, са задатком да обрати посебну пажњу на дизајн иконостаса.
Архимандрит Олег (Черепанин) посетио је 5. марта 2011. године на радном путовању острво Пукет и освештао куполу цркве у изградњи, само дан раније прекривену златним листићима, и присуствовао подизању куполе на храм.
Како су до новембра 2011. године завршени сви унутрашњи радови на храму и почела је изградња црквеног дома при храму, донета је одлука да богослужења у храму почну 18. децембра 2011. године.
Свештеник Данаи (Даниел) Ванна, који је 15. новембра 2011. године боравио у радној посети Пукету,   састао се са представницима администрације округа Таланг и састанку са окружном управом  регистровао зграду храма и парохијске куће као власништво православне цркве у Тајланду. Том приликом свештенику Данаи је преузео релевантна документа и доден поштанску адресу црквеним зградама.

### Почетак богослужења и даљи рад
Отварање новосаграђеног храма висине више од 25 m, дужине и ширине 21 m, уприличено је 19. децембра 2011. године. Прву Литургију, а уочи свеноћног бденија у храму, служио је Архимандрит Олег (Черепанин), представник Руске православне цркве у Тајланду, уз саслужење јереја Данаја (Данила) Ванна и јерођакона Серафима.. На богослужењима је певао комбиновани хор свесвете цркве Патаја и студенти руских православних образовних установа који су вежбали у Тајланду.
Дана 9. фебруара 2012. године, архиепископ Егорјевски Марко (Головков) , руководилац Канцеларије за иностране установе Руске православне цркве, извршио је чин великог освећења Тројичког храма. После Свете Литургије старешини парохије Марију Батур уручио је орден Свете Ефросиније Московске, који му је доделио патријарх Кирил за уложени труд  на изградњи храма.
Убрзо након отварања цркве у њеној порти подигнута је кућа за свештеника,чији пријем је 1. марта 2012. године, обавила комисија Фондације Православне Цркве на Тајланду, на челу са свештеником Данаијем (Данијелом) Ванном,  констатујући добар квалитет грађевинских и завршних радова.
Радови на осликавању цркве Свете Тројице почели су 3. марта 2012. године, од стране Бичкова, иконописца Цркве Свих Светих у Патаји, који има дозволу за рад у Православној Цркви на Тајланду од државних органа земље, у коме је поверено да руководи израдом живописа храма.
Архимандрит Олег (Черепанин) је 22. јула 2012. године освештао капелу у част Светог Николаја Чудотворца у којој је подигнута крстионица за крштење одраслих и обавио прву тајну крштења у новој крстионици.
Дана 11. августа 2012. године одржан је суботник за уређење  територије храма, на коме су учествовали како службеници храма, тако и сународници који живе на острву Пукет.
Архимандрит Олег (Черепанин) је 9. септембра 2012. године у храму Свете Животворне Тројице увео у пасту новог духовника храма јереја Алексеја Головина, који је постављен на пробни рок од три месеца, као ректор Тројичког храма на Пукету и одговоран за духовност православних верника у Камбоџи.
Дана 1. новембра 2012. године у храму је почео курс категоричких разговора за две тајске породице које су показале велико интересовање за православну веру, а 4. новембра исте године почела је да ради недељна школа при храму.
Дана 7. јануара 2013. године храм је за Божић посетило више од 200 људи. Том приликом архимандрит Олег (Черепанин), сумирајући резултате прославе Рођења Христовог на Тајланду рекао је:
Радује што је пре само годину дана отворена црква, коју је у фебруару 2012. године освештао архиепископ Јегорјевски Марко <...> је заузео достојно и важно место у животу руског говорног подручја острва. Очигледна заслуга у томе је и младог свештеника из Томска, недавно постављеног у Тројичку цркву, јереја Алексеја Головина и свих црквених службеника храма.
Архиепископ јегорјевски Марко (Головков) одслужио је 8. фебруара 2014. године Литургију и молебен у Тројичкој цркви и освештао нови звоник храма.
Дана 17. фебруара 2015. године архимандрит Олег (Черепанин), саслуживао је  у храму а ректор Тројичког храма јереј Роман Бичков и игумен Павел (Хохлов) извршили полагања темеља Православне богословске школе поред Светотројичког храма.
Дана 28. јула 2015. године у Светотројичкој цркви одржане су главне славе у Таланду поводом 1000 година од упокојења равноапостолног великог кнеза Владимира. Учесници прославе били су они који су у то време служили у Тајданлдеу и Камбоџи:
- архимандрит Олег (Черепанин),
- протојереј Данај (Данило) Вана,
- јереј Алексеј Головин,
- јереј Роман Бичков,
- јереј Дмитриј Савенков,
- јеромонах Серафим (Васиљев),
- јереј Андреј. Ивашченко,
- јеромонах Александар (Вашченко),
- јереј Сергеј Шапкин и
- ректор Сергијеве цркве Чанг, јеромонах Пајсије (Ипате).[53]

Средином маја 2016. године у потпуности је завршена изградња православне богословске школе са просветном црквом, да би 5. септембра, студенти који су стигли у Школу  започели студије. Поред тога, старешина Богословске школе јеромонах Пајсије (Ипате)  дозволио је да се две учионице Богословије користе недељом за потребе Недељне школе и да његови ученици учествују у настави.

## Опште информације
Пукет је друга најпопуларнија дестинација на Тајланду за руске туристе - Патаја стабилно држи прво место. Чартер летови до Пукета не обављају се само из Москве и Санкт Петербурга, већ и из других руских градова као што су Јекатеринбург, Новосибирск, Хабаровск и тако даље. Главна мотивација за већину туриста који долазе на Пукет је жеља да се опусте и стекну нову снагу, коју  треба надопунити и духовним миром и задовољством, кроз присуство верској служби ( учествују у богослужењима, причешћују се итд. ) у православној цркви,  ван домовине, која тиме обавља важан мисионарски задатак.
Владика је нагласио да за верника „телесни одмор свакако мора бити спојен са духовним одмором. Зато је толико важно да туристи имају прилику да посете храм, да се моле, учествују у богослужењима, причешћују се Светим Христовим Тајнама.
Духовно-образовни центар или православна верска школа, који се налази у саставу цркве има за циљ да привуче студенте православне вероисповести међу онима који студирају у југоисточној Азији. То могу бити и представници словенских раса, и становници азијског региона, који исповедају православну грану хришћанства.
Врата храма су отворена за све од 8 до 20 часова.
Недељом и празницима служе се вечерња Литургија (17.00) и Света Литургија (09.00).
Настојатељ храма јереј Алексеја Головина је увек на располагању руском народу, спреман да саслуша, прихвати Исповест, разговара и благослови.